# Бран (Эн)
Бран (фр. Brens) — коммуна во Франции, находится в регионе Рона-Альпы. Департамент коммуны — Эн. Входит в состав кантона Белле. Округ коммуны — Белле.
Код коммуны — 01061.

## Население
Население коммуны на 2010 год составляло 1158 человек.
| 1962 | 1968 | 1975 | 1982 | 1990 | 1999 | 2010 |
| ---- | ---- | ---- | ---- | ---- | ---- | ---- |
| 337  | 342  | 395  | 475  | 638  | 732  | 1158 |